# CINR
CINR (англ. Carrier to Interference + Noise Ratio) — отношение уровня сигнала к уровню шума, существует синоним SINR (англ. Signal  Interference + Noise Ratio). Используется в телекоммуникациях для определения качества сигнала, и, как следствие, необходимости использования, если качество сигнала выше определённой для стандарта (например: GSM, CDMA, WiMAX) нормы.
| 0 dB               | +             | -          |
| ------------------ | ------------- | ---------- |
| сигнал и шум равны | сигнал больше | шум больше |